# Под вулкана
 Тази статия е за романа на Малкълм Лоури.  За филма вижте Под вулкана (филм).  
„Под вулкана“ (на английски: Under the Volcano) е роман на английския писател Малкълм Лоури, издаден през 1947 година.
Вторият и последен завършен роман на Лоури, „Под вулкана“ разказва за британския консул алкохолик в мексикански град в Деня на мъртвите през 1938 година. Книгата е написана първоначално през 1940 година, когато самият Лоури живее в Мексико и преминава през криза на алкохолизъм, но през следващите години е непрекъснато преработвана, а след като ръкописът е унищожен при пожар през 1944 година е изцяло пренаписана.
Романът е издаден на български през 1982 година в превод на Спас Николов. Филмиран е през 1984 година от Джон Хюстън като „Под вулкана“.